# Engel de Ruyter
Pour les articles homonymes, voir De Ruyter.
Engel Michielszoon de Ruyter, né le 2 mai 1649 à Flessingue (Provinces-Unies) et mort le 27 février 1683, est un vice-amiral zélandais des Provinces-Unies du XVIIe siècle.

## Biographie
Engel de Ruyter est le fils du célèbre amiral Michiel de Ruyter et de sa seconde femme Cornelia Engels. Il débute à bord des navires commandées par son père pendant ses expéditions de 1664 et 1665. À l'époque, il n'était pas rare que les capitaines embarquent leurs fils avec eux, leur permettant ainsi d'apprendre le métier, tandis que leur salaire était payé par l'Amirauté. En 1666, pendant la deuxième guerre anglo-néerlandaise, Engel est cadet à l'Amirauté d'Amsterdam. Il prend part à la bataille de North Foreland à bord du Gouda, commandé par Willem van der Zaen (en). En 1667, il est promu au grade de capitaine de corvette. Le 1er avril 1668, il devient capitaine par intérim avant d'être nommé capitaine ordinaire l'année suivante. En 1670, il sert sous les ordres du vice-admiraal van Ghent lors de son expédition contre les corsaires barbaresques au large d'Alger. Il sera récompensé pour ses services lors de cette expédition.
Pendant la troisième guerre anglo-néerlandaise, il prend part à la bataille de Solebay en tant que capitaine du Deventer et est blessé à la poitrine par un éclat. Pendant l'hiver 1672-1673, il commande une compagnie de landmatrozen sur la ligne d'eau hollandaise avec le grade de major. En 1673, il est capitaine du Waesdorp lors de la bataille de Schooneveld et celle de Texel. Ce changement de vaisseau est pour lui un heureux hasard, le Deventer étant tellement endommagé à l'issue d'un accident pendant la bataille de Schooneveld qu'il doit être désarmé. Le 6 octobre 1673, il est promu au grade de schout-bij-nacht. Pendant la guerre de Hollande, il commande le Spieghel, un vaisseau de 70 canons, en 1674 pendant l'expédition malheureuse contre la Martinique. En 1675, il sert comme escorte de plusieurs convois en Méditerranée et en 1676 il combat dans la flotte envoyée au Danemark contre la Suède pendant la guerre de Scanie. Le 19 octobre 1678, il est promu au grade de vice-amiral et chef d'escadre dans la flotte commandée par Cornelis Evertsen le Jeune envoyée au large de l'Espagne combattre l'amiral français Château-Renault.
Engel commande à Gerard Brandt la rédaction de sa biographie en 1681 et rend les journaux de bord de son père plus accessibles en écrivant des synthèses. Comme son père, il s'élève dans la noblesse espagnole et danoise, jusqu'au titre de junker puis plus tard à celui baron - aux Provinces-Unies, il est également connu comme chevalier. En 1680, il fait l'acquisition d'une propriété à Breukelen, à laquelle il donne le nom de Ruytervegt.
Jamais marié, il décède sans descendance.

## Source
- (en) Cet article est partiellement ou en totalité issu de l’article de Wikipédia en anglais intitulé « Engel de Ruyter » (voir la liste des auteurs).